# 廪格
廪格（？—？），字振剛，號素心，完颜氏，满洲正黄旗人。乾隆丙辰举人，己未进士。
后任主事、刑部郎中。

## 家族
- 高祖：三存。

- 曾祖不详。

- 祖父：王忠，七品官。

- 父：索柱，康熙乙未進士，工部侍郎；伯叔父常泰，副榜。

- 兄弟會格，现任寺正。[2]